# Старе місто (Луганськ)
48°34′38″ пн. ш. 39°18′00″ сх. д. / 48.57714° пн. ш. 39.300059° сх. д.

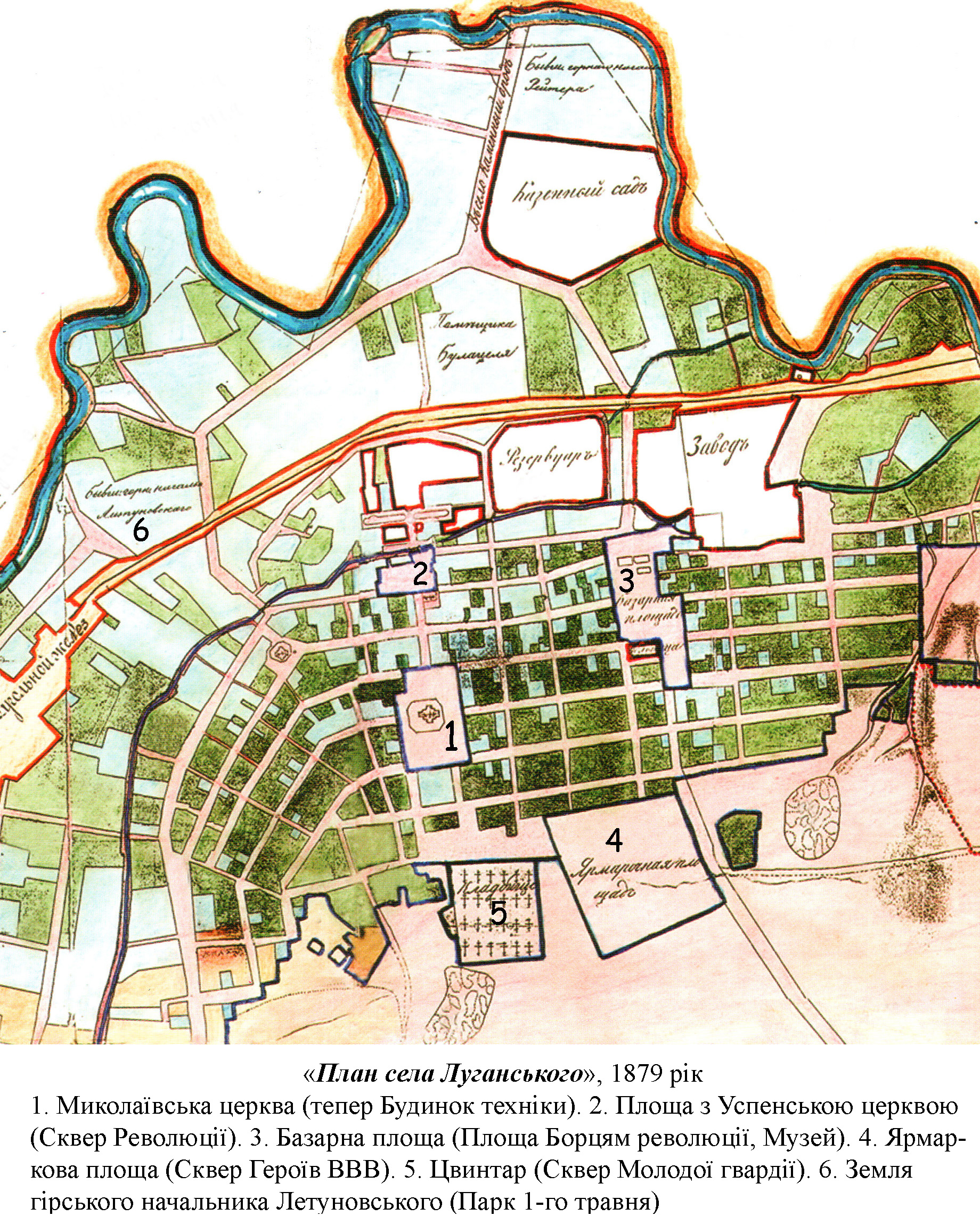
«План села Луганського», 1879 р. 1. Миколаївська церква (тепер Будинок техніки). 2. Площа з Успенською церквою (Площа Революції). 3. Базарна площа (між Площею Борцям революції і драматичним театром). 4. Ярмаркова площа (між Сквером Героїв ВВВ і вул.Демьохіна). 5. Цвинтар (Сквер Молодої гвардії). 6. Земля гірничого начальника Летуновського (Парк 1-го травня)

Істори́чний центр Луга́нська (або Старе місто) — найдавніша частина міста, навколо якої наприкінці XVIII — на початку XX століть виріс Луганськ.
Старе місто сформувалось на території між закрутом річки Лугань на півночі, вул. Лісовою (Коцюбинського) на півдні, вул. Петербурзькою і 1-ю лінією на заході та 16-ю лінією на сході.

## Історичний огляд

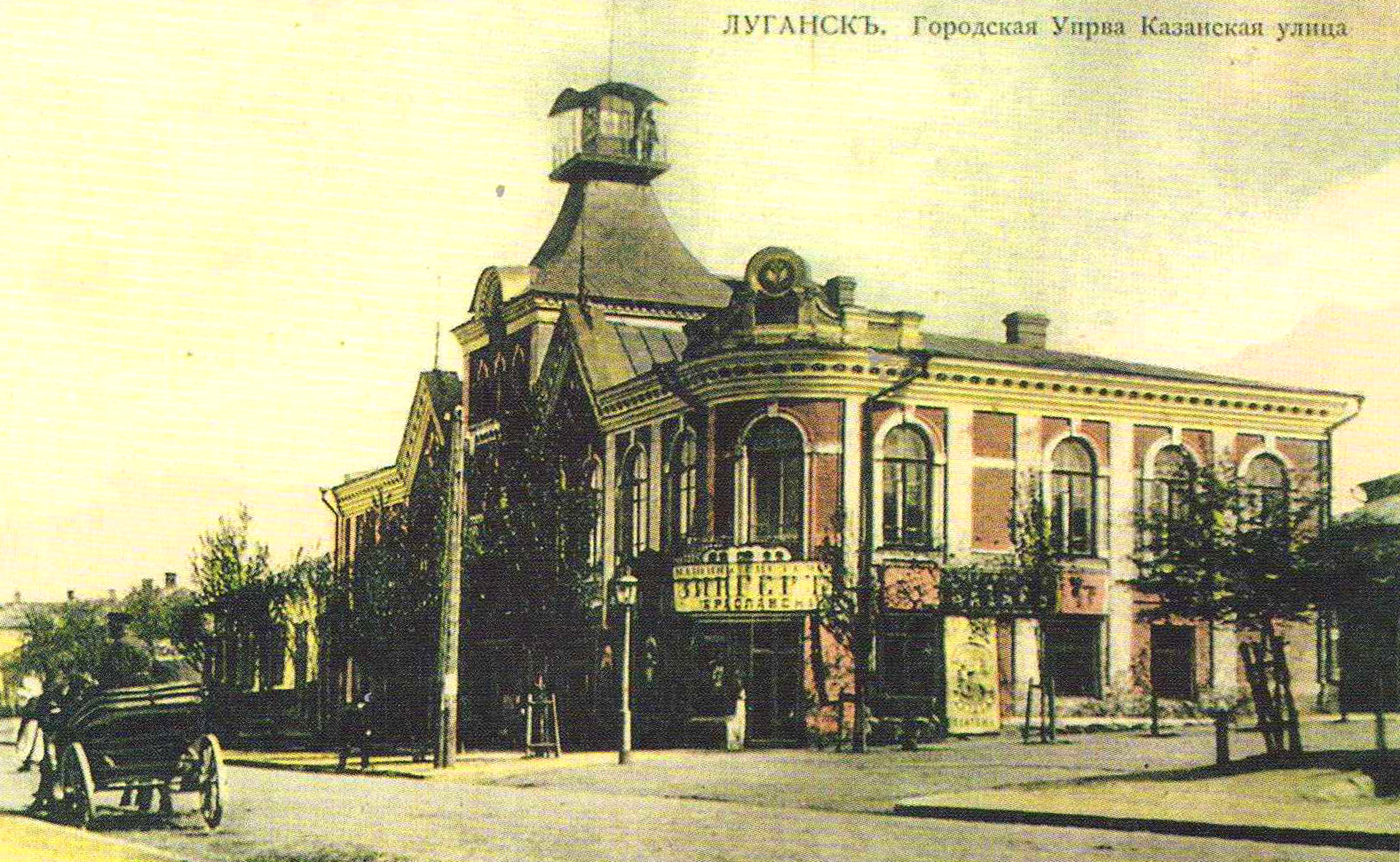
Колишня міська управа

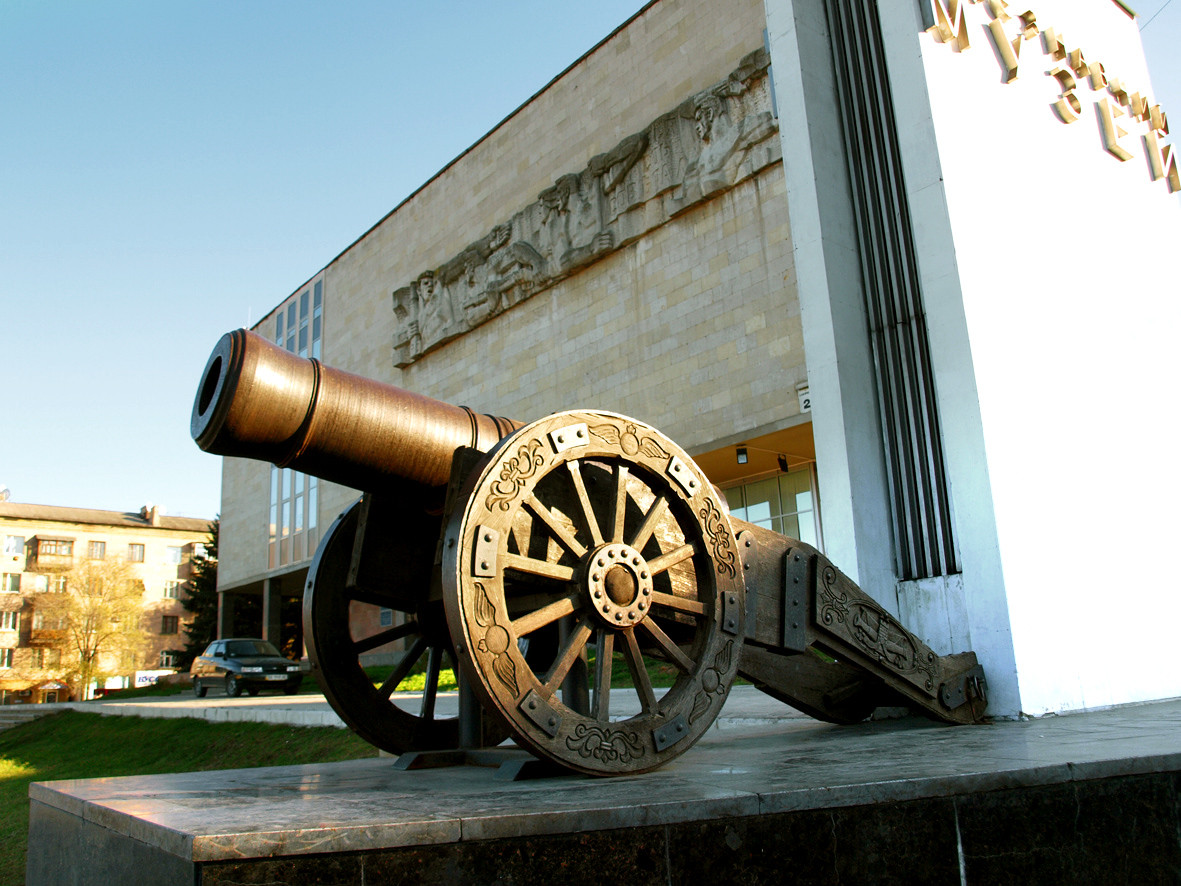
Фортечна гаубиця «Єдиноріг», відлита 1814 року на Луганській ливарні

Історія міста починається із заснування 1795 року поблизу казенного села Кам'яний Брід чавуноливарної гарматні. Селище отримало назву Катеринославський, а 1797 року Луганський завод. На заводі вперше в Російській імперії був виплавлений чавун на кам'яновугільному коксі і запущене виробництво гармат і ядер. Ця продукція призначалась для озброєння Чорноморського флоту.
За станом на 1859 рік у селищі діяло 49 торгових лавок, 70 кузень, 9 салотопних, 7 свічкових , 5 цегелень (на яких випускалось понад мільйон цегли щорічно),  12 млинів, 5 лазень, 2 екіпажних заклади. Зведені гостинне подвір’я на 12 номерів, 1012 будинків, три церкви, школа, метеостанція і шпиталь. Проводились двічі на рік, 9 травня і 26 серпня, ярмарки і щотижневі базари.
У другій половині XIX століття селище Луганський завод зазнало бурхливого розвитку. Цьому сприяло будівництво залізниці. 1877 року було прокладено залізничну лінію Луганськ-Дебальцеве. 1884 року завершено будівництво Катерининської залізниці, яка з'єднала Донбас з Криворіжжям. Зрештою, 3 вересня 1882 року царським указом було затверджено положення Комітету міністрів про створення на базі селищ Луганський завод і Кам'яний Брід повітового міста Луганськ. 1883 року був обраний перший міський голова Микола Холодилін.
1895 року цехи колишньої ливарні передали Казенному патронному заводу. Наступного року німецький промисловець Густав Гартман заснував Луганський паротягобудівний завод. Заводи й залізниця відіграли роль головних градотворчих факторів. До кінця XIX століття Луганськ перетворився на великий промисловий центр.
Місцеве населення складалось переважно з православних українців і росіян. Близько 10% луганчан належало до єврейської громади. Решта — поляки, вірмени, німці та інші.

## Старе місто
Наочне уявлення про історичний центр Луганська дає «План села Луганського» 1879 року. Карта достатньо ясно характеризує планувальну структуру міста, яка склалася у XIX столітті.
Луганськ забудовувався за системою взаємно-перпендикулярних вулиць, яка була поширена в Російській імперії у першій третині XIX століття, з урахуванням міського рельєфу. Однак, якщо у першій половині XIX століття у Луганську велась централізована забудова, то на рубежі XIX—ХХ століть спостерігається стихійне розкроювання міста на промислові, транспортні, складські й житлові зони.
На початку XIX століття центром селища були Англійська вулиця і Старобазарний (Базарний, Успенський) майдан.
Із зведенням Миколаївського собору 1841 року формується центральна Соборна площа і головна Петербурзька вулиця. Другою за значущістю стала Казанська вулиця.
Центр міста забудовувався дво- та триповерховими кам'яницями. Перша споруда з чотирма поверхами (Дім Васньова) з’явилась на початку ХХ століття. На окраїнних вулицях переважали одноповерхові мергельні будинки. Однією з найстаріших споруд, яка збереглась до наших днів, є будинок водолікарні, пам’ятка архітектури початку XIX століття (вул. Даля,7).
У другій половині сторіччя брукуються вулиці. З появою у 1912 році міської електростанції центральні вулиці були електрифіковані.

### Вулиці і майдани
| Урбанонім                                               | Опис | Зображення |
| ------------------------------------------------------- | --- | ---------- |
| Англійська (Юного Спартака, В. Даля)                    | Перші будинки у місті з’явились на вул. Англійській. На ній заселялись інженери-англійці, які приїхали разом з Карлом Гаскойном працювати на ливарні. На вулиці знаходяться пам’ятка архітектури початку XIX століття (вул. Даля, 7) і Будинок-музей В. Даля (вул. Даля, 12). Будинок № 7 із садом, відомий як Будинок водолікарні, зведений після 1809 року. Центральна частина прикрашена чотириколонним іонічним портиком з балконом. У ньому розміщались керівництво Луганського гірничого округу, заводська бібліотека, що налічувала понад 3 тисячі томів спеціальної літератури та белетристики різними мовами, мінералогічний музей (перший в Луганську музей, заснований зусиллями гірничого начальника Луганської ливарні Густава Гесс-де-Кальве і гірничого інженера Євграфа Ковалевського у першій половині XIX століття), а з 1926 року — водолікарня. Навпроти будинку водолікарні зведена будівля Казначейства (тепер Управління обласної судової адміністрації). У будинку № 12, де розміщений музей, за легендою народився Володимир Даль (1801-1872), автор чотиритомного «Тлумачного словника живої великоросійської мови» і «Прислів'їв російського народу». Щоправда, згідно зі старою картою будинок його батька, заводського лікаря-датчанина Йогана Христіана фон Даля, знаходився в іншому місці і дотепер не зберігся. 1926 року вулиця перейменована на честь піонерської організації Юного Спартака, луганський осередок якої був заснований у будинку № 7. З 1976 року носить ім'я Володимира Даля. |            |
| Поштова                                                 | Вулиця отримала свою назву через те, що тут знаходилась перша поштова експедиція. На рубежі XIX-ХХ століть цілий квартал з великими будинками належав найбагатшій людині міста Соломону Давидовичу Вендеровичу, що володів ливарнею в Іванівці та його брату. Тепер на цьому місці стоїть Луганський художній музей. |            |
| Петербурзька (Петроградська, Леніна)                    | Виникла наприкінці XVIII століття. Забудовувалась казармами для робітників ливарні. Після їх знесення у другій половині XIX століття перетворилась на діловий і торговельний центр міста. На ній зводяться двоповерхові будинки. На перших поверхах розміщувались чисельні заклади: газета «Уездные вести», поліцейська дільниця, повітовий військовий начальник, крамниці, готелі, ресторани, цирульні, цукерні, зуболікарський кабінет, ювелірні і годинникові майстерні, кіоски. На Петербурзький знаходилось ательє фотографа Льва Матусовського, один із синів якого, Михайло Матусовський, згодом став відомим радянським поетом-піснярем. Перейменована 1914 року на вул. Петроградська, а 1922 року — вул. Леніна. |            |
| Казанська (Карла Маркса)                                | Формується у другій половині XIX століття. Названа на честь Казанської церкви, збудованої 1864 року. В архітектурі переважав стиль модерн. На вулиці знаходилась міська управа (тепер Музей історії і культури Луганська). У подвір’ї будинку розташовувалась пожежна частина. Перший поверх здавався магазину Браславського, який торгував велосипедами і грамофонами. До сьогодні збереглась будівля Азовсько-Донського Банка. На вулиці деякі будівлі належали євреям. В одному з них функціонувала Амбулаторія громадської допомоги бідним євреям. Видавалась газета «Южный Израиль». На Казанській містилися гастрономічні і ковбасні магазини, склад цигарок, салони та різні крамниці. Перейменована на вул. К. Маркса у 1922 році. |            |
| Пушкінська                                              | Пушкінська вулиця з’явилась у другій половині 1880-х років на місці засипаного Вільхівського каналу, яким подавали воду до заводського ставка. Була забудована одно- і двоповерховими житловими приміщеннями і крамницями місцевих купців. |            |
| Банківська (Романівська, Демократична, Тараса Шевченка) | На вулиці знаходились брандвахт (пожежна команда), арештний будинок (клуб імені Маяковського) і, нарешті, перша чотириповерхова будівля, у якій розташовувалося жіноче комерційне училище і чоловіча прогімназія (Будинок Васньова). Перейменована на вул. Т. Шевченка у 1922 році. |            |
| Лісова (Коцюбинського)                                  | Окраїнна вулиця, за якою знаходились Ярмаркова площа і цвинтар з Воскресенською церквою. Тут переважали мергельні будинки. |            |
| Площі                                                   | Соборна (з 1922 — Красна), на якій 1841 року звели головний храм міста Свято-Миколаївський собор. Старобазарна (Успенська, з 1922 — Революції) з Успенською молитовнею. У двоповерховій будівлі розміщувалась Слов’яносербська земська управа (тепер школа № 2). Колишня Новобазарна (Базарна) площа займала територію між сучасною Площею Борцям революції і драматичним театром. Ярмаркова площа зникла між Сквером Героїв ВВВ і вул. Демьохіна. |            |

### Лінії
Перші вулиці-тераси (Петербурзька, Казанська, Банківська) перетинали так звані «лінії», що йшли угору по схилу правого берега Лугані. Ці невеликі вулиці були пронумеровані. Протилежні сторони вулиці були різними лініями. Місто розділяли 48 ліній. Оскільки це заплутувало городян, кожна лінія отримала лише один номер.
У теперішній час їх 23, у Старому місті – 16. Однак частина з них перейменована, інша — зникла з карти міста. Так, 2-а лінія стала частиною вул. Радянської. 8-ма лінія зникла. 3-тя перейменована на Сент-Етьєнівську, 4-та носить ім'я М. Яковенка,10-та — М. Польського, 11-та – О. Шеремета, 12-та – А. Демьохіна, 13-та – В. Титова, 14-та – В. Шевченка.
| Лінія                       | Зображення | Лінія                          | Зображення |
| --------------------------- | ---------- | ------------------------------ | ---------- |
|                             |            | 2-а лінія                      |            |
| (вул. Сент-Етьєнівська)     |            | (вул. М. Яковенка)             |            |
|                             |            | 6-та лінія                     |            |
|                             |            | 8-а лінія                      | не існує   |
|                             |            | 10-та лінія                    |            |
| 11-та лінія (вул. Шеремета) |            | (Вулиця Демьохіна)             |            |
| (вул. Титова)               |            | 14-та лінія (вул. В. Шевченка) |            |
|                             |            |                                |            |

## Об'єкти Старого міста

### Зруйновані сакральні споруди
| Назва                           | Опис | Дата знищення | Зображення |
| ------------------------------- | --- | ------------- | ---------- |
| Троїцький чоловічий монастир    | Заснований 1912 року на розі вул. Садової (К. Лібнехта) і Наталівського провулку. Більшовики конфіскували монастирське майно 1922 року. Від монастирських споруд залишився тільки перший поверх чернечих келій.                                                                                                  | 1922          |            |
| Успенська молитовня             | Перша церква Луганська. Зведена 1821 року на Старобазарному (Успенському) майдані. Згоріла 1830 року. Протягом 1840-1854 років збудували кам’яну молитовню. У 1910-ті роки планувалось зведення нової церкви, але з установленням радянської влади проект не був реалізований                                    | 1924          |            |
| Миколаївський собор             | Святий Миколай вважався небесним покровителем міста, а День Святого Миколая, як престольний день, відзначався всіма православними городянами. Собор в ім'я шанованого чудотворця був освячений 1841 року. Тепер на місці знищеного собору знаходиться Будинок Техніки.                                           | 1935          |            |
| Казанська церква                | Збудована 1864 року на кошти купців і городян. 1910 року зведена дзвіниця. | 1935          |            |
| Воскресенська церква            | Церкву збудували 1905 року на вул. Лісовій на вході до міського цвинтаря. 1935 року президія міськвиконкому закрила храм, приміщення якого планувала пристосувати під клуб заводу імені Артема. | 1935          |            |
| Костел в ім'я Різдва Богородиці | Католики заснували громаду 1902 року. Костел звели 1904 року у Наталівському провулку. Більшовики закрили його 1929 року. Будівлю значно переобладнали. Залишилась тільки частина першого поверху і декор стелі.                                                                                                 | 1929          |            |
| Синагоги                        | На рубежі XIX—ХХ століть у місті було збудовано три синагоги: Хоральна (головна), Литовська на вул. Банківській і Реміснича на вул. Конюшенній (тепер Луначарського). Усі синагоги зруйновані. Збереглась лише будівля колишнього хедера (єврейської релігійної початкової школи) на 11-й лінії (вул. Шеремета). | 1930-ті       |            |

### Пам’ятки архітектури
В історичному центрі лише Будинок водолікарні (вул. Даля, 7) поставлений на облік пам’яток архітектури національного значення, решта споруд — пам’ятки місцевого значення.
| Вулиця       | Пам’ятки | Зображення | Вулиця             | Пам’ятки | Зображення |
| ------------ | --- | ---------- | ------------------ | --- | ---------- |
| Даля         | Житловий будинок, середина XIX ст. (№ 1), казначейство, кінець XIX ст. (№ 10), музей Даля, 1881 р. (№ 12), особняк, рубіж XIX-ХХ ст. (№ 5) |            | Поштова            | Художня школа (№ 24), адміністративний будинок, кінець XIX ст. (№ 27), заводоуправління, рубіж XIX-ХХ ст. (№ 1а), поштамт, 1911 р. (№ 22) |            |
| Маркса       | Азово-Донський комерційний банк, 1889 р. (№ 36), особняки (№ 34, 38а, 54), житлові будинки (№ 46, 53, 61, 66, 77), комплекс споруд колишньої пральні (№ 55), кінець XIX ст., міська земська управа (№ 30), житловий будинок (№ 42), рубіж XIX-ХХ ст., житловий будинок з крамницею (№ 6), установа (№ 26), початок ХХ ст., житлові будинки з крамницею, 1920-ті рр. (№ 14) і 1940-1950-ті (№ 43), житловий будинок, 1950-ті рр. (№ 1), комплекс споруд гірничорятувальних частин, 1940-1950-ті рр. (№ 45), адміністративна споруда, 1950 р. (№ 3), комбінат «Житлобуд», 1953-1956 рр. (№ 7) |            | Леніна             | Особняки (№ 49, 54, 105а), міські садиби (№ 56, 59), житлові будинки (№ 32, 44 з крамницею), кінець XIX ст., житлові будинки (№ 40 і 42 з крамницею, 47), рубіж XIX-ХХ ст., аптека (№ 1), житловий будинок (№ 36), кінотеатр (№ 37), адміністративний будинок (№ 50), початок ХХ ст., житлові будинки з крамницею (№ 29, 115), житлові будинки, 1950-ті рр. (№ 21, 68а), адміністративні споруди, 1930 -1950-ті рр. (№ 26, 38) |            |
| Шевченка     | Житлові будинки, кінець XIX ст. (№ 7, 15), Будинок Васньова, рубіж XIX-ХХ ст. (№ 41), установа, початок ХХ ст. (№ 35) |            | Шеремета           | Міська комунально-рятувальна служба у будинку колишнього хедера, рубіж XIX-ХХ ст. (№ 11) |            |
| Пушкіна      | Проектний інститут «Діпрошахт», 1944 р. (№ 1), гірничо-комерційний клуб, 1949 р. (№ 2), Готель «Україна», 1944-1951 рр. |            | пл. Красна         | Будинок Техніки (1953), зведений на місці зруйнованого Миколаївського собору |            |
| К. Лібкнехта | Особняк (№ 52), житлові будинки, початок ХХ ст (№ 51, 60), проектний інститут, 1950-ті роки (№ 71) |            | Наталівський пров. | Особняк, початок ХХ ст (№ 2), будинок Сергія Іллєнка (№ 9), колишній костел (№ 5) |            |

### Музеї і театри

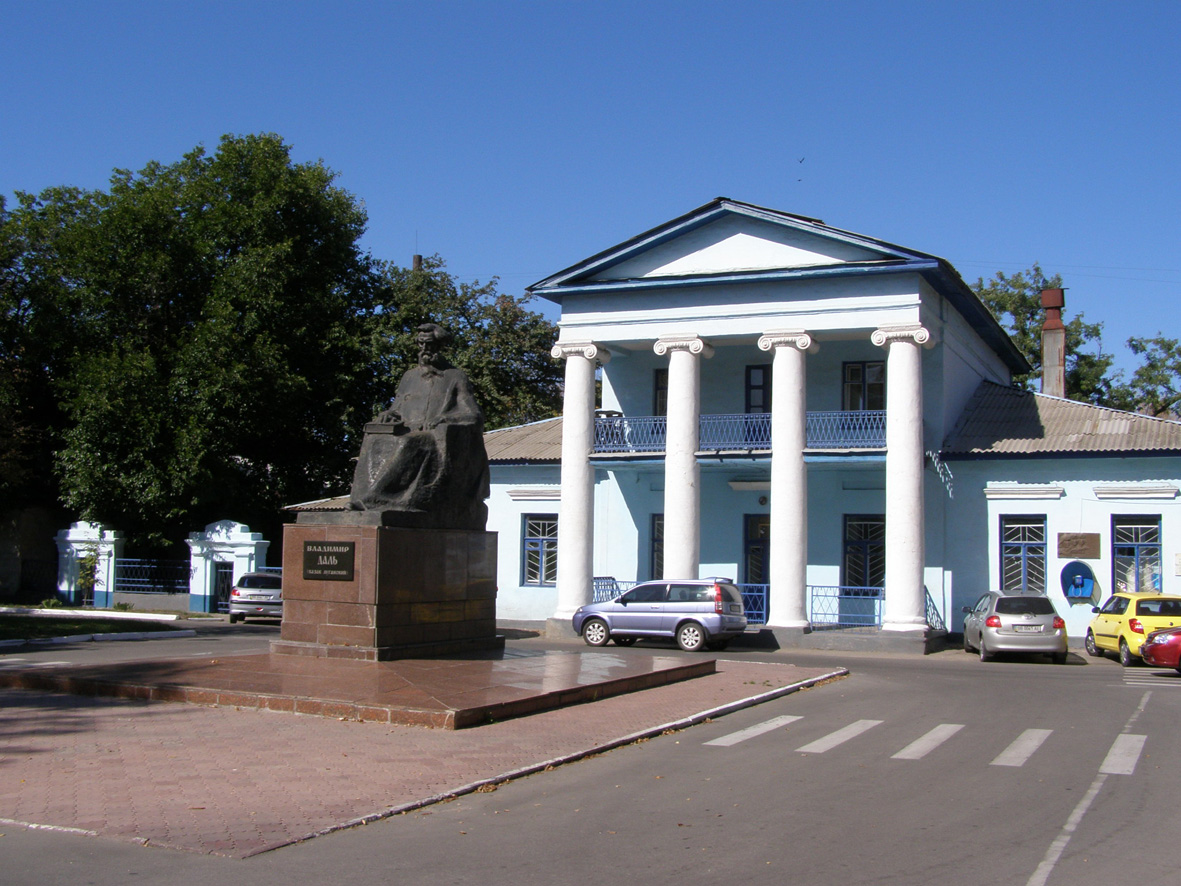
Будинок водолікарні і пам'ятник В. Далю

Приїзд Микити Хрущова до Луганська. Біля проектного інституту «Діпрошахт» (1956)

- Обласний краєзнавчий музей (вул. Шевченка, 2)
- Музей історії та культури Луганська (вул. Карла Маркса, 30)
- Художній музей (вул. Поштова, 3)
- Будинок-музей Володимира Даля (вул. Даля, 12)
- Театр російської драми (вул. Коцюбинського, 9а)
- Луганська обласна філармонія (вул. Леніна)
- Театр ляльок (16-та лінія, 7б)

### Сквери і парки
- Сквер Героїв ВВВ
- Сквер Молодої гвардії

### Пам’ятники
- Володимиру Далю
- Трофейні англійські танки Mark V
- Меморіал «Пам'ятник Борцям Революції»
- Трудівникові Луганщини
- Климентові Ворошилову
- Героям-чорнобильцям і каплиця Георгія Переможця
- Першому голові міста Миколаю Холодиліну